# 튀르크족
튀르크족 또는 투르크족은 튀르크어족 계열 언어를 사용하는 유럽 일부 지역, 서아시아, 중앙아시아, 동아시아 및 북아시아의 다양한 민족 집단이다.
역사가와 언어학자에 따르면 튀르크조어는 중앙-동아시아 지역에서 유래했으며, 잠재적으로 몽골이나 투바에서 유래했다. 처음에 튀르크조어 사용자들은 잠재적으로 수렵채집민이자 농부였으나 나중에는 유목민이 되었다. 초기 및 중세 투르크족 그룹은 부분적으로 이란족, 몽골족, 토하라인, 우랄족 및 예니세이인 등과 같은 이웃 민족과의 장기간 접촉을 통해 동아시아 및 서유라시아의 다양한 신체적 외모와 유전적 기원을 보여주었다.
역사를 통틀어 많은 매우 다른 민족 집단이 언어 이동, 문화 적응, 정복, 혼합, 입양 및 개종을 통해 튀르크족의 일부가 되었다. 그럼에도 불구하고 튀르크족은 문화적 특성, 공통 유전자 풀의 조상 및 역사적 경험과 같은 비언어적 특성을 다양한 정도로 공유한다. 가장 주목할만한 현대 튀르크족에는 알타이인, 아제리인, 추바시인, 가가우즈인, 카자흐인, 키르기스인, 투르크멘인, 튀르키예인, 투바인, 위구르족, 우즈베크인, 야쿠트인이 포함된다.

## 기원
튀르크족의 기원은 수많은 논란의 주제였다. 피터 벤자민 골든은 기후, 지형, 식물, 동물, 사람들의 생존 방식에 대한 튀르크조어 어휘 항목을 나열했고, 시베리아의 알타이-사얀 지역에 투르크조어가 위치해 있다고 제안했다. 튀르크어족과 몽골어족, 퉁구스어족, 특히 마르티너 로베이츠의 트랜스유라시아어족 가설에서 제안된 것과 같은 가상의 고향인 만주에 대한 튀르크어의 계보학적 연결은 한동안 지지를 받았지만 비판도 받았고, 반대자들은 장기간의 접촉에 유사성을 돌렸다. 언어학적 및 유전적 증거는 몽골에 튀르크 민족이 초기에 존재했음을 강력하게 시사한다. 튀르크어 원어민은 중국 북동부의 신석기 시대 동아시아 농업 사회와 연결되었을 수 있으며, 이는 현대 튀르크어 사용자들 사이에서 다양한 수준의 동북아시아 유전 기반에 기초하여 싱룽와 문화 및 후속 훙산 문화와 관련이 있을 것이다. 튀르크조어의 동아시아 기원설은 최근 여러 연구에서 확증되었다. 역사가들에 따르면, "원시 튀르크의 생존 전략에는 궁극적으로 중국 북동부의 기장 농업의 기원으로 거슬러 올라가는 전통인 농업 요소가 포함되었다."  기원전 2,200년경 튀르크 민족의 조상은 아마도 서쪽으로 몽골로 이주하여 유목적인 생활 방식을 채택했으며 부분적으로 이란 민족에게서 이러한 생활 방식을 차용했다. 흉노, 유연 및 선비족과 같은 유목 민족이 "동북아시아 유전자 풀에 속하거나 이에 가까운" 유전적 조상을 공유한다는 점을 감안할 때 튀르크조어 사용자들은 동북아시아에서 기원했을 가능성이 높다.

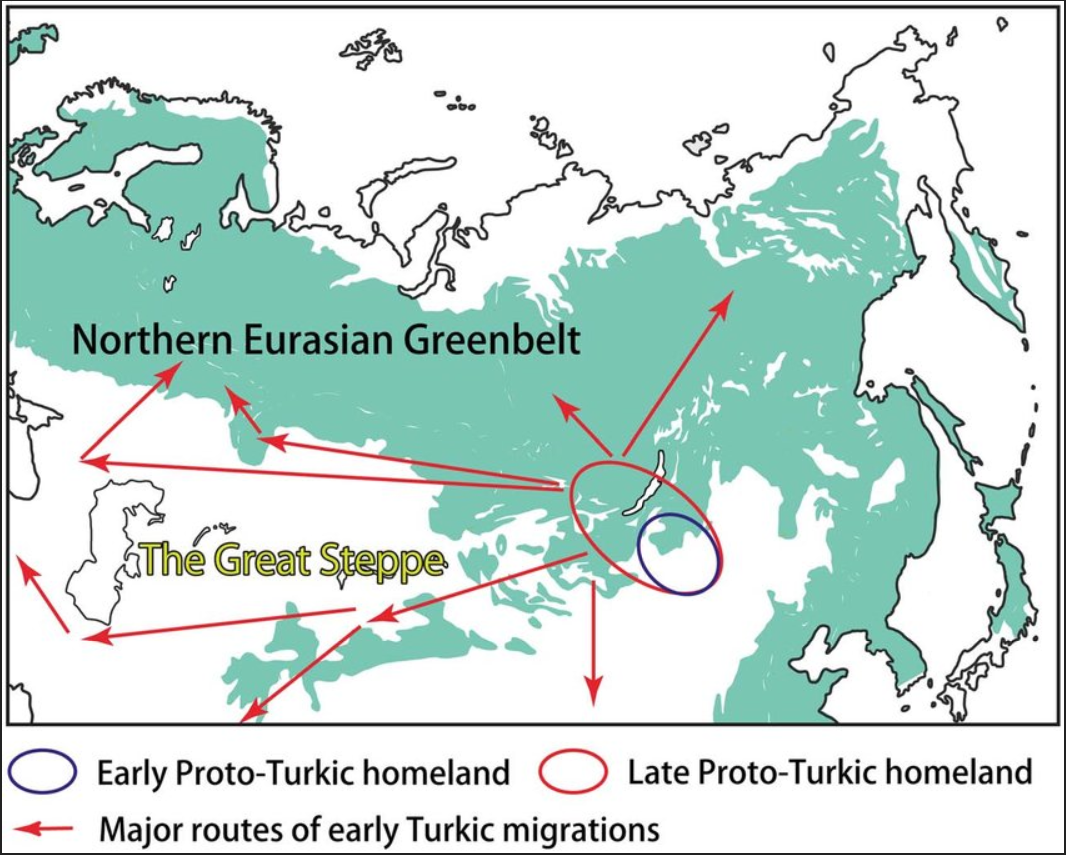
트랜스유라시아 언어 가설에 따르면 투르크족은 유목 생활 방식을 채택하여 몽골 동부에서 서쪽으로 확장한 것으로 추정된다.

2018년 상염색체 단일 염기 다형성 연구에 따르면 유라시아 대초원은 서부 유라시아 계통의 인도유럽어족과 이란어를 사용하는 집단에서 튀르크어족과 몽골 계통의 동아시아 계통으로 서서히 전환되었음을 시사했다, 몽골에서 튀르크인들의 광범위한 이주와 지역 주민들의 느린 동화를 포함한다.
유전학적 자료에 따르면 중앙아시아의 튀르크어를 사용하는 민족들은 이란어를 사용하는 중앙아시아인, 특히 타지크어를 사용하는 민족들과 대조적으로 22%에서 60% 사이의 동아시아계 혈통 (동시베리아인들과 공유하는 "바이칼 수렵채집" 조상에 의해 표본화됨)을 가지고 있으며, 특히 타지크인은 철기 시대의 인도이란인에 대한 유전적 연속성을 보여준다. 특정 투르크 민족, 특히 카자흐족은 훨씬 더 높은 동아시아 혈통을 보인다. 이것은 중세 튀르크 킵차크와 중세 몽골인 사이의 상당한 혼합을 통해 카자흐 게놈에 대한 몽골족의 상당한 영향으로 설명된다. 데이터는 몽골의 중앙아시아 침공이 카자흐족의 유전적 구성에 지속적인 영향을 미쳤음을 시사한다.

## 튀르크제족
- 원시 튀르크족 : 오늘날 튀르크 제족들의 조상이다.
- 흉노족
- 훈족 : 서로마 제국의 멸망에 기여한 튀르크계 민족이다. 일부 학계에서는 훈(Hun)이 흉노족의 별칭으로 쓰인 적이 있다는 점 때문에 흉노족과 연관짓기도 한다.[29]
- 후나족
- 괵튀르크족
- 위구르족
- 철륵
  - 카자흐인
  - 키르기스인
- 에프탈족
- 오구르 튀르크족
  - 아바르족[30] : 아바르 카간국을 건설한 민족이다.
  - 하자르족 : 하자르 카간국을 건설한 민족으로 동슬라브인들의 문화 형성에 영향을 끼쳤으며,[31] 거의 대부분의 튀르크 제족들이 텡그리교나 이슬람을 숭배한 것과 달리 유대교를 주로 믿었다.
- 킵차크족 : 킵차크 칸국의 어원이 된 튀르크계 민족.
- 쿠만족(폴로베츠족)
- 오구즈 튀르크족
  - 페체네그족[32]
  - 튀르키예인
  - 우즈베크인
  - 튀르크멘인
  - 아제리인
- 타타르인
- 노가이인
- 투바인
- 사라족
- 바시키르인
- 야쿠트인
- 카라칼팍인

## 튀르크 민족 국가

튀르크어파에 속하는 모어 화자 수.

- 튀르키예: 인구 7,400만 명
- 카자흐스탄: 인구 1,640만 명
- 우즈베키스탄: 인구 2,770만 명
- 아제르바이잔: 인구 817만 명
- 키르기스스탄: 인구 540만 명
- 투르크메니스탄: 인구 510만 명

## 러시아 자치 공화국
- 알타이 공화국 : 러시아 내 공화국 인구 20만 명
- 바슈코르토스탄 : 러시아 내 공화국 인구 410만 명
- 타타르족 : 러시아 내 공화국 인구 380만 명
- 투바 공화국 : 러시아 내 공화국 인구 30만 명
- 크림 자치 공화국 : 러시아 내 공화국 인구 70만명 (크림 자치 공화국 인구 200만 명 중 약 35% 정도)

## 같이 보기
- 튀르크족의 이주
- 튀르크몽골 전통

## 참고 문헌
- Brook, Kevin Alan (2018), 《The Jews of Khazaria》, Rowman & Littlefield
- “Turkic peoples”. 《Encyclopædia Britannica》. Encyclopædia Britannica, Inc. 2020년 6월 21일에 확인함.
- Damgaard, P. B.;  외. (2018년 5월 9일). “137 ancient human genomes from across the Eurasian steppes”. 《Nature》 (Nature Research) 557 (7705): 369–373. Bibcode:2018Natur.557..369D. doi:10.1038/s41586-018-0094-2. hdl:1887/3202709. PMID 29743675. S2CID 13670282. 2020년 4월 11일에 확인함.
- Findley, Carter V. (2005). 《The Turks in World History》. Oxford University Press, USA. ISBN 978-0-19-517726-8.
- Fisher, William Bayne; Avery, P.; Hambly, G. R. G; Melville, C. (1991). 《The Cambridge History of Iran》 7. Cambridge: Cambridge University Press. ISBN 978-0521200950.
- Golden, Peter Benjamin (2011). 《Studies on the peoples and cultures of the Eurasian steppes》. Bucureşti: Ed. Acad. Române. ISBN 978-973-1871-96-7.
- Janhunen, Juha (2003). 〈Ethnicity and language in prehistoric Northeast Asia〉.   Blench, Roger; Spriggs, Matthew. 《Archaeology and Language II: Archaeological Data and Linguistic Hypotheses》. One World Archaeology 29. Routledge. 195–208쪽. ISBN 0-415-11761-5.
- Khanbaghi, Aptin (2006). 《The Fire, the Star and the Cross: Minority Religions in Medieval and Early Modern Iran》. I.B. Tauris. ISBN 978-1-84511-056-7.
- Lee, Joo-Yup; Kuang, Shuntu (2017년 10월 18일). “A Comparative Analysis of Chinese Historical Sources and Y-DNA Studies with Regard to the Early and Medieval Turkic Peoples”. 《Inner Asia》 (Brill) 19 (2): 197–239. doi:10.1163/22105018-12340089. ISSN 2210-5018. 2020년 6월 20일에 확인함.
- Li, Tao;  외. (June 2020). “Millet agriculture dispersed from Northeast China to the Russian Far East: Integrating archaeology, genetics, and linguistics”. 《Archaeological Research in Asia》 (Elsevier) 22 (100177): 100177. doi:10.1016/j.ara.2020.100177.
- Mecit, Songül (2014). 《The Rum Seljuqs: Evolution of a Dynasty》. Routledge. ISBN 978-1134508990.
- Nelson, Sarah;  외. (2020년 2월 14일). “Tracing population movements in ancient East Asia through the linguistics and archaeology of textile production”. 《Evolutionary Human Sciences》 (Cambridge University Press) 2 (e5). doi:10.1017/ehs.2020.4.
- Peacock, A.C.S.; Yıldız, Sara Nur, 편집. (2013). 《The Seljuks of Anatolia: Court and Society in the Medieval Middle East》. I.B.Tauris. ISBN 978-1848858879.
- Robbeets, Martine (2017년 1월 1일). “Austronesian influence and Transeurasian ancestry in Japanese”. 《Language Dynamics and Change》 (Brill) 8 (2): 210–251. doi:10.1163/22105832-00702005. ISSN 2210-5832. 2020년 6월 20일에 확인함.
- Robbeets, Martine (2020). 〈The Transeurasian homeland: where, what and when?〉.   Robbeets, Martine; Savelyev, Alexander. 《The Oxford Guide to the Transeurasian Languages》. Oxford University Press. ISBN 978-0-19-880462-8.
- Tekin, Talat (1993). 《Irk bitig (the book of omens)》 (PDF). Wiesbaden: Otto Harrassowitz. ISBN 978-3-447-03426-5.
- Uchiyama, Junzo;  외. (2020년 5월 21일). “Populations dynamics in Northern Eurasian forests: a long-term perspective from Northeast Asia”. 《Evolutionary Human Sciences》 (Cambridge University Press) 2. doi:10.1017/ehs.2020.11.   Text was copied from this source, which is available under a Creative Commons Attribution 4.0 International License.
- de la Vaissière, Étienne (2015). 〈The Steppe World and the Rise of the Huns〉.   Maas, Michael. 《The Cambridge Companion to the Age of Attila》. Cambridge University Press. 175–192쪽. ISBN 978-1-107-63388-9.
- Yarshater, Ehsan (2001). 《Encyclopedia Iranica》. Routledge & Kegan Paul. ISBN 978-0-933273-56-6.
- Yunusbayev, Bayazit;  외. (2015년 4월 21일). “The Genetic Legacy of the Expansion of Turkic-Speaking Nomads across Eurasia”. 《PLOS One》 (PLOS) 11 (4): e1005068. doi:10.1371/journal.pgen.1005068. PMC 4405460. PMID 25898006.

## 추가 자료
- Amanjolov A.S., "History of the Ancient Turkic Script", Almaty, "Mektep", 2003, ISBN 9965-16-204-2
- Baichorov S.Ya., "Ancient Turkic runic monuments of the Europe", Stavropol, 1989 (in Russian).
- Baskakov, N.A. 1962, 1969. Introduction to the study of the Turkic languages. Moscow (in Russian).
- Beckwith, Christopher I. (2009): Empires of the Silk Road: A History of Central Eurasia from the Bronze Age to the Present. Princeton: Princeton University Press. ISBN 978-0-691-13589-2.
- Boeschoten, Hendrik & Lars Johanson. 2006. Turkic languages in contact. Turcologica, Bd. 61. Wiesbaden: Harrassowitz. ISBN 3-447-05212-0.
- Chavannes, Édouard (1900): Documents sur les Tou-kiue (Turcs) occidentaux. Paris, Librairie d'Amérique et d'Orient. Reprint: Taipei. Cheng Wen Publishing Co. 1969.
- Clausen, Gerard. 1972. An etymological dictionary of pre-thirteenth-century Turkish. Oxford: Oxford University Press.
- Deny,  Jean et al. 1959–1964. Philologiae Turcicae Fundamenta. Wiesbaden: Harrassowitz.
- Eliot, Charles Norton Edgcumbe (1911). 〈Turks〉. 《브리태니커 백과사전》 27 11판. 468–473쪽.
- Findley, Carter Vaughn. 2005. The Turks in World History. Oxford University Press. ISBN 0-19-516770-8; ISBN 0-19-517726-6 (pbk.)
- Golden, Peter B. An introduction to the history of the Turkic peoples: Ethnogenesis and state-formation in medieval and early modern Eurasia and the Middle East (Otto Harrassowitz (Wiesbaden) 1992) ISBN 3-447-03274-X
- Peter B. Golden (1992). 《An Introduction to the History of the Turkic Peoples: Ethnogenesis and State-formation in Medieval and Early Modern Eurasia and the Middle East》. O. Harrassowitz. ISBN 978-3-447-03274-2.
- Peter B. Golden (2011). 《Studies on the Peoples and Culture sof the Eurasian Steppes》. Editura Academiei Române – Editura Istro. ISBN 978-973-27-2152-0.
- Heywood, Colin. The Turks (The Peoples of Europe) (Blackwell 2005), ISBN 978-0-631-15897-4.
- Hostler, Charles Warren. The Turks of Central Asia (Greenwood Press, November 1993), ISBN 0-275-93931-6.
- Ishjatms N., "Nomads In Eastern Central Asia", in the "History of civilizations of Central Asia", Volume 2, UNESCO Publishing, 1996, ISBN 92-3-102846-4.
- Johanson, Lars & Éva Agnes Csató (ed.). 1998. The Turkic languages. London: Routledge. ISBN 0-415-08200-5.
- Johanson, Lars. 1998. "The history of Turkic." In: Johanson & Csató, pp. 81–125. Classification of Turkic languages 보관됨 2011-04-08 - 웨이백 머신
- Johanson, Lars. 1998. "Turkic languages." In: Encyclopædia Britannica. CD 98. Encyclopædia Britannica Online, 5 September. 2007. Turkic languages: Linguistic history.
- Karatay, Osman. The Genesis of the Turks: An Ethno-Linguistic Inquiry into the Prehistory of Central Eurasia. United Kingdom, Cambridge Scholars Publishing., 2022.
- Kyzlasov I.L., "Runic Scripts of Eurasian Steppes", Moscow, Eastern Literature, 1994, ISBN 5-02-017741-5.
- Lebedynsky, Iaroslav. (2006). Les Saces: Les « Scythes » d'Asie, VIIIe siècle apr. J.-C. Editions Errance, Paris. ISBN 2-87772-337-2.
- Malov S.E., "Monuments of the ancient Turkic inscriptions. Texts and research", M.-L., 1951 (in Russian).
- Mukhamadiev A., "Turanian Writing", in "Problems Of Lingo-Ethno-History Of The Tatar People", Kazan, 1995 (Азгар Мухамадиев, "Туранская Письменность", "Проблемы лингвоэтноистории татарского народа", Казань, 1995) (in Russian).
- Menges, K. H. 1968. The Turkic languages and peoples: An introduction to Turkic studies. Wiesbaden: Harrassowitz.
- Öztopçu, Kurtuluş. 1996. Dictionary of the Turkic languages: English, Azerbaijani, Kazakh, Kyrgyz, Tatar, Turkish, Turkmen, Uighur, Uzbek. London: Routledge. ISBN 0-415-14198-2
- Alpamysh, H.B. Paksoy: Central Asian Identity under Russian Rule 보관됨 2020-11-09 - 웨이백 머신 (Hartford: AACAR, 1989)
- H. B. Paksoy (1989). 《Alpamysh: Central Asian Identity Under Russian Rule》. AACAR. ISBN 978-0-9621379-9-0.
- Samoilovich, A. N. 1922. Some additions to the classification of the Turkish languages. Petrograd.
- Schönig, Claus. 1997–1998. "A new attempt to classify the Turkic languages I-III." Turkic Languages 1:1.117–133, 1:2.262–277, 2:1.130–151.
- Vasiliev D.D. Graphical fund of Turkic runiform writing monuments in Asian areal. М., 198 (in Russian).
- Vasiliev D.D. Corpus of Turkic runiform monuments in the basin of Enisei. М., 1983 (in Russian).
- Voegelin, C.F. & F.M. Voegelin. 1977. Classification and index of the World's languages. New York: Elsevier.